# Сімпсони (сезон 15)
П'ятнадцятий сезон мультсеріалу «Сімпсони» розпочався у США на каналі «Fox» 2 листопада 2003 і закінчився 23 травня 2004 року.

## Список серій
| № серії (загалом) | № серії (в сезоні) | Назва серії | Режисер(и)      | Сценарист(и)                   | Оригінальна дата показу | Код серії | Глядачів в США (млн) |
| --- | ------------------ | --- | --------------- | ------------------------------ | ----------------------- | --------- | -------------------- |
| 314 | 1                  | «Treehouse of Horror XIV» «Сімпсони і Гелоуїн XIV»                                                                                      | Стівен Дін Мур  | Джон Шварцвельдер              | 2 листопада 2003        | EABF21    | 16.22                |
| «Reaper Madness» (укр. «Божевілля з косою») — Гомер стає новою Смертю після вбивства старої, але наступною у списку тих, хто має померти, стає Мардж… «Frinkenstein» (укр. «Фрінкенштейн») — Професор Фрінк виграє Нобелівську премію в галузі фізики, але сумно, що його батько мертвий і не зможе бути з ним. Фрінк повертає до життя свого батька встановлюючи йому механічні частини тіла, але Фрінка-старшого це не влаштовує. Він викрадає «живі» частини інших. «Stop the World, I Want to Goof Off» (укр. «Зупиніть світ, я хочу похуліганити») — Барт і Мілгаус отримують годинник, який дозволяє їм зупиняти час. Запрошені зірки: Джеррі Льюїс в ролі Джона Фрінка старшого; Дадлі Роберт Гершбах, Дженніфер Гарнер та Оскар Де Ла Хойя в ролі самих себе |                    | |                 |                                |                         |           |                      |
| 315 | 2                  | «My Mother the Carjacker» «Моя мама — викрадачка авто»                                                                                  | Ненсі Круз      | Майкл Прайс                    | 9 листопада 2003        | EABF18    | 12.40                |
| Мати Гомера повертається і, після того, як звільняється від усіх звинувачень, Бернс знову відправляє її за ґрати. Запрошені зірки: Гленн Клоуз в ролі Мони Сімпсон |                    | |                 |                                |                         |           |                      |
| 316 | 3                  | «The President Wore Pearls» «Президент носив перлове намисто»                                                                           | Майк Андерсон   | Дана Гулд                      | 16 листопада 2003       | EABF20    | 12.70                |
| Ліса обирається президентом Спрінґфілдської початкової школи і одразу стає жертвою директора Скіннера, який обдурює її у прийнятті «популярних» предметів з навчального плану. Розгнівавшись через це, вона закликає своїх однокласників на страйк. Запрошені зірки: Майкл Мур в ролі самого себе |                    | |                 |                                |                         |           |                      |
| 317 | 4                  | «The Regina Monologues» «Монологи Королеви»                                                                                             | Марк Кіркланд   | Джон Шварцвельдер              | 23 листопада 2003       | EABF22    | 12.20                |
| Сімпсони подорожують до Лондона, де Ейб намагається знайти давно втрачене кохання, а Барт і Ліса божеволіють після дегустації британського шоколаду. Після того, як Гомер приліг на золотому дивані, що належить королеві, сім'я повинна знову благати про повернення додому. Запрошені зірки: Джейн Левес в ролі Едвіни; Тоні Блер, Джоан Роулінг, Еван Марріот й Ієн Маккеллен в ролі самих себе |                    | |                 |                                |                         |           |                      |
| 318 | 5                  | «The Fat and the Furriest» «Жирні і найпухнастіші»                                                                                      | Метью Настюк    | Джоел Коен                     | 30 листопада 2003       | EABF19    | 11.70                |
| Гомер стає посміховиськом міста, коли дикий ведмідь нападає на нього. Однак, коли він бажає реваншу, то прив’язується до тварини і намагається врятувати його життя. Запрошені зірки: Чарльз Неп'єр в ролі Ґранта Коннора |                    | |                 |                                |                         |           |                      |
| 319 | 6                  | «Today I Am A Clown» «Сьогодні я — клоун»                                                                                               | Ненсі Круз      | Джоел Коен                     | 7 грудня 2003           | FABF01    | 10.50                |
| Красті дізнається, що у нього ніколи не було бат-міцви у дитячому віці. Через це він залишає своє шоу. Тим часом Гомер веде late-night ток-шоу на заміну шоу Красті. Запрошені зірки: Джекі Мейсон в ролі Хайма Крастовскі, Містер Ті в ролі самого себе |                    | |                 |                                |                         |           |                      |
| 320 | 7                  | «’Tis The Fifteenth Season» «Це — п'ятнадцятий сезон»                                                                                   | Стівен Дін Мур  | Майкл Прайс                    | 14 грудня 2003          | FABF02    | 11.30                |
| Гомер усвідомлює, наскільки він егоїстичний, після того, як він витрачає всі різдвяні гроші сім'ї на подарунок для себе. Він стає найприємнішим у місті, змушуючи Неда Фландерса заздрити. |                    | |                 |                                |                         |           |                      |
| 321 | 8                  | «Marge vs. Singles, Seniors, Childless Couples and Teens, and Gays» «Мардж проти самотніх, старших, бездітних пар, підлітків і голубих» | Боб Андерсон    | Джон Вітті                     | 4 січня 2004            | FABF03    | 12.00                |
| Старші і бездітні пари Спрінґфілда протестують проти особливого ставлення до дітей. Мардж намагається протистояти їм. |                    | |                 |                                |                         |           |                      |
| 322 | 9                  | «I, (Annoyed Grunt)-Bot» «Я, Д’оу-бот»                                                                                                  | Лорен МакМаллен | Ден Гріні й Аллен Глайзер      | 11 січня 2004           | FABF04    | 16.30                |
| Барт і Гомер відправляються на змагання між роботами. Однак, коли Гомер не може побудувати гідного робота, він вирішує налаштувати механізм так, щоб Гомер міг керувати ним зсередини… Тим часом Сніжок II вмирає, і Ліса намагається знайти іншу кішку. |                    | |                 |                                |                         |           |                      |
| 323 | 10                 | «Diatribe of a Mad Housewife» «Роман божевільної домогосподарки»                                                                        | Марк Кіркланд   | Робін Стейн                    | 25 січня 2004           | FABF05    | 10.60                |
| Мардж пише роман з персонажами, заснованих на Гомері та Неді Фландерсу, який стає хітом. Тим часом Гомера знову звільняють з АЕС і він стає водієм швидкої допомоги. Запрошені зірки: Том Кленсі, Томас Пінчон, Мері-Кейт та Ешлі Олсени в ролі самих себе |                    | |                 |                                |                         |           |                      |
| 324 | 11                 | «Margical History Tour» «Чарівна історична подорож»                                                                                     | Майк Андерсон   | Браян Келлі                    | 8 лютого 2004           | FABF06    | 8.90                 |
| Мардж з дітьми та Мілгаусом йдуть у бібліотеку, де вони знаходять, що на полицях більше немає книг. Не маючи книг діти ризикують не написати самостійні роботи. На щастя, Мардж розповідає 3 історичні розповіді: - Генріх VIII (Гомер) намагається знайти жінку, яка народить йому сина. - Льюїс і Кларк (Ленні та Карл) отримують допомогу від Сакаджевеї (Ліси) у прагненні вивчити західні території. - Моцарт (Барт), чудовий музикант, дивує всіх в Австрії XVIII століття, а його сестра (Ліса) бореться за власну музичну ідентичність. |                    | |                 |                                |                         |           |                      |
| 325 | 12                 | «Milhouse Doesn't Live Here Anymore» «Мілгаус тут більше не живе»                                                                       | Метью Настюк    | Джулі та Девід Чемберс         | 15 лютого 2004          | FABF07    | 9.40                 |
| Мілгаус переїжджає до столиці, щоб жити з його розлученою мамою. Після цього Барт знаходить друга у своїй сестрі Лісі. Тим часом Гомер вирушає жебракувати, щоб купити Мардж подарунок на річницю. Запрошені зірки: Нік Бекей в ролі кота Салема, Вільям Деніелс в ролі автомобіля «К. І.Т. Т.» із серіалу «Нічний лицар» (англ. «Knight Rider»), Дік Туфельд в ролі робота B-9, Ізабелль Сенфорд в ролі самої себе |                    | |                 |                                |                         |           |                      |
| 326 | 13                 | «Smart and Smarter» «Розумна і ще розумніша»                                                                                            | Стівен Дін Мур  | Керолін Омайн                  | 22 лютого 2004          | FABF09    | 12.60                |
| Коли у Меґґі виявили, що вона має IQ 167 балів, Ліса перестає бути генієм у родині, тож вона шукає собі новий імідж… Запрошені зірки: Саймон Ковелл в ролі Генрі |                    | |                 |                                |                         |           |                      |
| 327 | 14                 | «The Ziff Who Came to Dinner» «Зіфф, який прийшов на обід»                                                                              | Ненсі Круз      | Деб Лакуста і Ден Касталланета | 14 березня 2004         | FABF08    | 10.70                |
| Арті Зіфф повертається до Спрінґфілда, втративши свої гроші та Інтернет-бізнес, і просить Сімпсонів залишитися у них, поки він не встане на ноги. Однак, Арті не каже їм, що він втікає від правосуддя… Запрошені зірки: Джон Ловітц в ролі Арті Зіффа, Джея Шермана, професора Ломбардо, Арістотеля Амадополіса та Ллевеллін Сінклера |                    | |                 |                                |                         |           |                      |
| 328 | 15                 | «Co-Dependent’s Day» «День співзалежності»                                                                                              | Боб Андерсон    | Метт Ворбертон                 | 21 березня 2004         | FABF10    | 11.20                |
| У поїздці до Північної Каліфорнії Гомер і Мардж виявляють, що вони весело п’ють разом. Вони чудово проводять час, поки Гомер п’яним не сідає за кермо і не трощить машину, а потім не підставляє Мардж… Тим часом діти розчаровані новим фільмом із серії «Космічні війни» і вирішують знайти його творця. Запрошені зірки: Brave Combo в ролі самих себе |                    | |                 |                                |                         |           |                      |
| 329 | 16                 | «The Wandering Juvie» «Фортеця пенітенціарної системи»                                                                                  | Лорен МакМаллен | Джон Фрінк і Дон Пейн          | 28 березня 2004         | FABF11    | 10.50                |
| Після розіграшу всього міста, Барт засуджений до шести місяців колонії. Там він зустрічає Джину, яка змушує Барта втекти з нею. Запрошені зірки: Чарльз Неп'єр в ролі наглядача Спрінґфілдської в'язниці, Сара Мішель Геллар в ролі Джини, Джейн Качмарек в ролі судді Констанції Шкоди |                    | |                 |                                |                         |           |                      |
| 330 | 17                 | «My Big Fat Geek Wedding» «Моє велике страшне весілля»                                                                                  | Марк Кіркланд   | Кевін Карен                    | 18 квітня 2004          | FABF12    | 9.20                 |
| Една Крабапель кидає Скіннера біля вівтаря, почувши, що той холоднокровно відноситься до їхнього весілля. Під час відправки назад одного шлюбного подарунку, вона зачіпає продавця коміксів… Тим часом Гомер і Мардж гадають, чи їхній шлюб все ще міцний чи ні? Запрошені зірки: Марсія Воллес в ролі Едни Крабапель, Метт Ґрюйнінг в ролі самого себе |                    | |                 |                                |                         |           |                      |
| 331 | 18                 | «Catch 'Em If You Can» «Спіймай їх, якщо зможеш»                                                                                        | Меттью Настюк   | Ієн Макстон-Ґрем               | 25 квітня 2004          | FABF14    | 9.30                 |
| Коли Гомер і Мардж влаштовують побачення в Маямі, Барт, Ліса і дід Сімпсон подорожують по всьому світу, щоб запобігти романтичному відпочинку. |                    | |                 |                                |                         |           |                      |
| 332 | 19                 | «Simple Simpson» «Простий Сімпсон» | Джим Рірдон     | Джон Вітті                     | 2 травня 2004           | FABF15    | 9.50                 |
| Гомер перетворюється на героя в костюмі, який використовує пироги в якості зброї після того, як Ліса несправедливо зазнає поразки на ярмарку… Запрошені зірки: Нішель Ніколс в ролі самої себе |                    | |                 |                                |                         |           |                      |
| 333 | 20                 | «The Way We Weren't» «Якими ми не були»                                                                                                 | Майк Андерсон   | Дж. Стюарт Бернс               | 9 травня 2004           | FABF13    | 6.60                 |
| Гомер і Мардж згадують історію свого першого поцілунку в літньому таборі, коли вони були дітьми. Однак, ця подія не була щасливою, бо Гомер (сам того не бажаючи) зрадив Мардж, наступного дня… |                    | |                 |                                |                         |           |                      |
| 334 | 21                 | «Bart-Mangled Banner» «Прапор, зіпсований Бартом»                                                                                       | Стівен Дін Мур  | Джон Фрінк                     | 16 травня 2004          | FABF17    | 8.70                 |
| Коли Барт у школі випадково показав сідниці перед американським прапором, і Мардж каже, що вона ненавидить Америку на національному телебаченні, Сімпсони визнані непатріотами і заарештовані за державну зраду… |                    | |                 |                                |                         |           |                      |
| 335 | 22                 | «Fraudcast News» «Шахрайські новини» | Боб Андерсон    | Дон Пейн                       | 23 травня 2004          | FABF18    | 9.20                 |
| Містер Бернс викуповує всі ЗМІ Спрінґфілда, після того, як газета помилково повідомляє про його смерть. Однак, домашня газета Ліси не залежить від нього… |                    | |                 |                                |                         |           |                      |

## Показ в Україні
В Україні прем'єра сезону відбулася 6 лютого 2007 року на телеканалі «М1» о 21:00.
| №   | Назва серії                                                       | Показ в Україні |
| 314 | Treehouse of Horror XIV                                           | 6 лютого 2007   |
| 315 | My Mother the Carjacker                                           | 7 лютого 2007   |
| 316 | The President Wore Pearls                                         | 8 лютого 2007   |
| 317 | The Regina Monologues                                             | 9 лютого 2007   |
| 318 | The Fat and the Furriest                                          | 12 лютого 2007  |
| 319 | Today I Am a Clown                                                | 13 лютого 2007  |
| 320 | ’Tis the Fifteenth Season                                         | 14 лютого 2007  |
| 321 | Marge vs. Singles, Seniors, Childless Couples and Teens, and Gays | 15 лютого 2007  |
| 322 | I, (Annoyed Grunt)-Bot                                            | 16 лютого 2007  |
| 323 | Diatribe of a Mad Housewife                                       | 19 лютого 2007  |
| 324 | Margical History Tour                                             | 20 лютого 2007  |
| 325 | Milhouse Doesn't Live Here Anymore                                | 21 лютого 2007  |
| 326 | Smart and Smarter                                                 | 22 лютого 2007  |
| 327 | The Ziff Who Came to Dinner                                       | 23 лютого 2007  |
| 328 | Co-Dependent's Day                                                | 27 лютого 2007  |
| 329 | The Wandering Juvie                                               | 28 лютого 2007  |
| 330 | My Big Fat Geek Wedding                                           | 1 березня 2007  |
| 331 | Catch ’Em If You Can                                              | 2 березня 2007  |
| 332 | Simple Simpson                                                    | 5 березня 2007  |
| 333 | The Way We Weren't                                                | 6 березня 2007  |
| 334 | Bart-Mangled Banner                                               | 7 березня 2007  |
| 335 | Fraudcast News                                                    | 8 березня 2007  |
| --- | ----------------------------------------------------------------- | --------------- |